# Rubus deamii
Rubus deamii är en rosväxtart som beskrevs av Liberty Hyde Bailey. Rubus deamii ingår i släktet rubusar, och familjen rosväxter. Inga underarter finns listade i Catalogue of Life.